# پیش‌انجامه
پیش‌انجامه (نام علمی: Procolophon) نام یک سرده از تیره پیش‌انجامگان است.
پیکره‌ی کوچک پیش‌انجامه و دیگر خزندگان پیش‌انجامه‌ای نشانه‌ی تواناییِ آن‌ها برای تاب آوردنِ فاجعه‌های جهانی است. این خزندگان کُند، گرچه در نگاه اول معمولی به‌نظر می‌رسند، از معدود گروه‌هایی بودند که از انقراض ویرانگر پرمین-تریاسه جان به در بردند. پیش‌انجامگان، پس از جان به در بردن از نابودکننده‌ترین انقراض جهانی تاریخ زمین، در قالب گونه‌هایی جدید تکامل یافتند. یکی از این گونه‌ها پیش‌انجامه بود که نام گروه هم از آن گرفته شده‌است.
پیش‌انجامه از ایگواناهای کوچک بزرگ‌تر نبود. این جانور بدنی عریض و دمی کوتاه داشت و جمجمه‌ی پهن و مثلث‌شکلش به جمجمه‌ی بسیاری از خزندگان نقب‌زنِ امروزی شبیه بود. جمجمه‌ی پهن و مثلثی و بدن فربه پیش‌انجامه به جمجمه و بدن بسیاری از سوسمارهای امروزی مثل هیولای هیلای آمریکای شمالی، خزنده‌ای دیگر که در نقب‌ها پناه می‌گیرد، شباهت داشتند. پاهای پیشین پیش‌انجامه کوچک و ظریف بودند، اما احتمالاً آن‌قدر قدرت داشتند که نقب بزنند. شاید پیش‌انجامگان به این دلیل از انقراض جان به در بردند که در نقب‌هایشان پناه می‌گرفتند و در نتیجه از گرما و سرمای شدید و رگبار باران‌های اسیدی در امان می‌ماندند.